# Lista odcinków serialu CSI: Cyber
Poniżej znajduje się lista odcinków serialu telewizyjnego CSI: Cyber – emitowanego przez amerykańską stację telewizyjną  CBS od 4 marca 2015 roku do 13 marca 2016 roku Powstały dwie serie, które składają się z 31 odcinków. W Polsce serial był emitowany od 20 sierpnia 2015 roku przez AXN.

## Przegląd sezonów
| Sezon | Sezon | Odcinki | Oryginalna emisja | Oryginalna emisja | Oryginalna emisja | Oryginalna emisja | Oryginalna emisja |
| Sezon | Sezon | Odcinki | Premiera sezonu   | Finał sezonu      | Premiera sezonu   | Finał sezonu      |                   |
| ----- | ----- | ------- | ----------------- | ----------------- | ----------------- | ----------------- | ----------------- |
|       | Pilot | 1       | 30 kwietnia 2014  | 30 kwietnia 2014  | 31 lipca 2014     | 31 lipca 2014     |                   |
|       | 1     | 13      | 4 marca 2015      | 13 maja 2015      | 20 sierpnia 2015  | 17 grudnia 2015   |                   |
|       | 2     | 18      | 21 września 2015  | 13 marca 2016     | 4 lutego 2016     | 2 czerwca 2016    |                   |

## Pilot (2014)
Odcinek pilotażowy to odcinek czternastego sezonu serialu CSI: Kryminalne zagadki Las Vegas. Przed premierą serialu CSI: Cyber dr Ryan pojawiła się jeszcze raz w serialu z Las Vegas, w piętnastej serii, jednak oficjalnym pilotem pozostaje tylko przedostatni odcinek czternastej serii CSI: Las Vegas. 
| Nr CSI:LV | # CSI:LV | Tytuł | Reżyseria      | Scenariusz                                      | Premiera CBS     | Premiera AXN  | Kod produkcji |
| --------- | -------- | ----- | -------------- | ----------------------------------------------- | ---------------- | ------------- | ------------- |
| 316       | 21       | Kitty | Eagle Egilsson | Ann Donahue, Carol Mendelsohn Anthony E. Zuiker | 30 kwietnia 2014 | 31 lipca 2014 | 14021         |

## Crossover (2014)
| Nr CSI:LV | # CSI:LV | Tytuł            | Reżyseria     | Scenariusz          | Premiera CBS      | Premiera AXN    | Kod produkcji |
| --------- | -------- | ---------------- | ------------- | ------------------- | ----------------- | --------------- | ------------- |
| 323       | 6        | The Twin Paradox | Phil Conserva | Christopher Barbour | 16 listopada 2014 | 9 kwietnia 2015 | 15006         |

## Sezon 1 (2015)
| Nr | #  | Tytuł                | Reżyseria       | Scenariusz                                                        | Premiera CBS     | Premiera AXN        |
| -- | -- | -------------------- | --------------- | ----------------------------------------------------------------- | ---------------- | ------------------- |
| 1  | 1  | Kidnapping 2.0       | Eagle Egilsson  | Carol Mendelsohn, Ann Donahue, Anthony E. Zuiker                  | 4 marca 2015     | 20 sierpnia 2015    |
| 2  | 2  | CMND:\Crash          | Jeff T. Thomas  | Pam Veasey, Craig O'Neill                                         | 11 marca 2015    | 27 sierpnia 2015    |
| 3  | 3  | Killer En Route      | Richard Lewis   | Matt Whitney, Brandon Guercio, Kate Sargeant Curtis, Thomas Hoppe | 18 marca 2015    | 3 września 2015     |
| 4  | 4  | Fire Code            | Howard Deutch   | Matt Whitney                                                      | 25 marca 2015    | 10 września 2015    |
| 5  | 5  | Crowd Sourced        | Eriq La Salle   | Craig O’Neill                                                     | 8 kwietnia 2015  | 17 września 2015    |
| 6  | 6  | The Evil Twin        | Rob Bailey      | Pam Veasey                                                        | 15 kwietnia 2015 | 24 września 2015    |
| 7  | 7  | URL, Interrupted     | Kate Dennis     | Kate Sargeant Curtis                                              | 21 kwietnia 2015 | 1 października 2015 |
| 8  | 8  | Selfie 2.0           | Eagle Egilsson  | Anthony E. Zuiker                                                 | 22 kwietnia 2015 | 5 listopada 2015    |
| 9  | 9  | L0M1S                | Nathan Hope     | Michael Brandon Guercio                                           | 29 kwietnia 2015 | 3 grudnia 2015      |
| 10 | 10 | Click Your Poison    | Dermott Downs   | Denise Hahn                                                       | 6 maja 2015      | 3 grudnia 2015      |
| 11 | 11 | Ghost in the Machine | Alex Zakrzewski | Richard Catalani, Carly Soteras                                   | 12 maja 2015     | 10 grudnia 2015     |
| 12 | 12 | Bit by Bit           | Aaron Lipstadt  | Thomas Hoppe                                                      | 13 maja 2015     | 10 grudnia 2015     |
| 13 | 13 | Family Secrets       | Anton Cropper   | Craig O'Neill, Pam Veasey, Matt Whitney                           | 13 maja 2015     | 17 grudnia 2015     |

## Sezon 2 (2015-2016)
| Nr | #  | Tytuł                 | Reżyseria           | Scenariusz                                                                  | Premiera CBS         | Premiera AXN     |
| -- | -- | --------------------- | ------------------- | --------------------------------------------------------------------------- | -------------------- | ---------------- |
| 14 | 1  | Why-Fi                | Alec Smight         | Pam Veasey                                                                  | 4 października 2015  | 4 lutego 2016    |
| 15 | 2  | Heart Me              | Matt Earl Beesley   | Kate Sargeant Curtis                                                        | 11 października 2015 | 11 lutego 2016   |
| 16 | 3  | Brown Eyes, Blue Eyes | Alec Smight         | Devon Gregory                                                               | 18 października 2015 | 18 lutego 2016   |
| 17 | 4  | Red Crone             | Brad Tanenbaum      | Denise Hahn                                                                 | 25 października 2015 | 25 lutego 2016   |
| 18 | 5  | Hack E.R.             | Eriq LaSalle        | Michael Brandon Guercio                                                     | 1 listopada 2015     | 3 marca 2016     |
| 19 | 6  | Gone in 6 Seconds     | Allan Arkush        | Matt Whitney                                                                | 8 listopada 2015     | 10 marca 2016    |
| 20 | 7  | Corrupted Memory      | Jerry Levine        | Craig O’Neill, Pam Veasey, Andrew Karlsruher                                | 15 listopada 2015    | 17 marca 2016    |
| 21 | 8  | Python                | Janice Cooke        | Craig O’Neill                                                               | 22 listopada 2015    | 24 marca 2016    |
| 22 | 9  | iWitness              | Paul Holahan        | Carly Soteras                                                               | 13 grudnia 2015      | 31 marca 2016    |
| 23 | 10 | Shades of Grey        | Louis Milito        | Brandon Guercio, Kate Sargeant Curtis                                       | 20 grudnia 2015      | 7 kwietnia 2016  |
| 24 | 11 | 404: Flight Not Found | Skipp Sudduth       | Thomas Hoppe                                                                | 10 stycznia 2016     | 14 kwietnia 2016 |
| 25 | 12 | Going Viral           | Maja Vrvilo         | Denise Hahn, Pam Veasey                                                     | 31 stycznia 2016     | 21 kwietnia 2016 |
| 26 | 13 | The Walking Dead      | Frederick E.O. Toye | Andrew Karlsruher, Scotty McKnight, Craig O'Neill                           | 14 lutego 2016       | 28 kwietnia 2016 |
| 27 | 14 | Fit-and-Run           | Jeff Thomas         | Devon Greggory, Michael Brandon Guercio, Andrew Karlsruher, Scotty McKnight | 21 lutego 2016       | 5 maja 2016      |
| 28 | 15 | Python's Revenge      | Vikki Williams      | Devon Greggory                                                              | 2 marca 2016         | 12 maja 2016     |
| 29 | 16 | 5 Deadly Sins         | Rob Bailey          | Matt Whitney                                                                | 6 marca 2016         | 19 maja 2016     |
| 30 | 17 | Flash Squad           | Howard Deutch       | Scotty McKnight                                                             | 9 marca 2016         | 26 maja 2016     |
| 31 | 18 | Legacy                | Eriq La Salle       | Pam Veasey                                                                  | 13 marca 2016        | 2 czerwca 2016   |